# Georg Schreiber

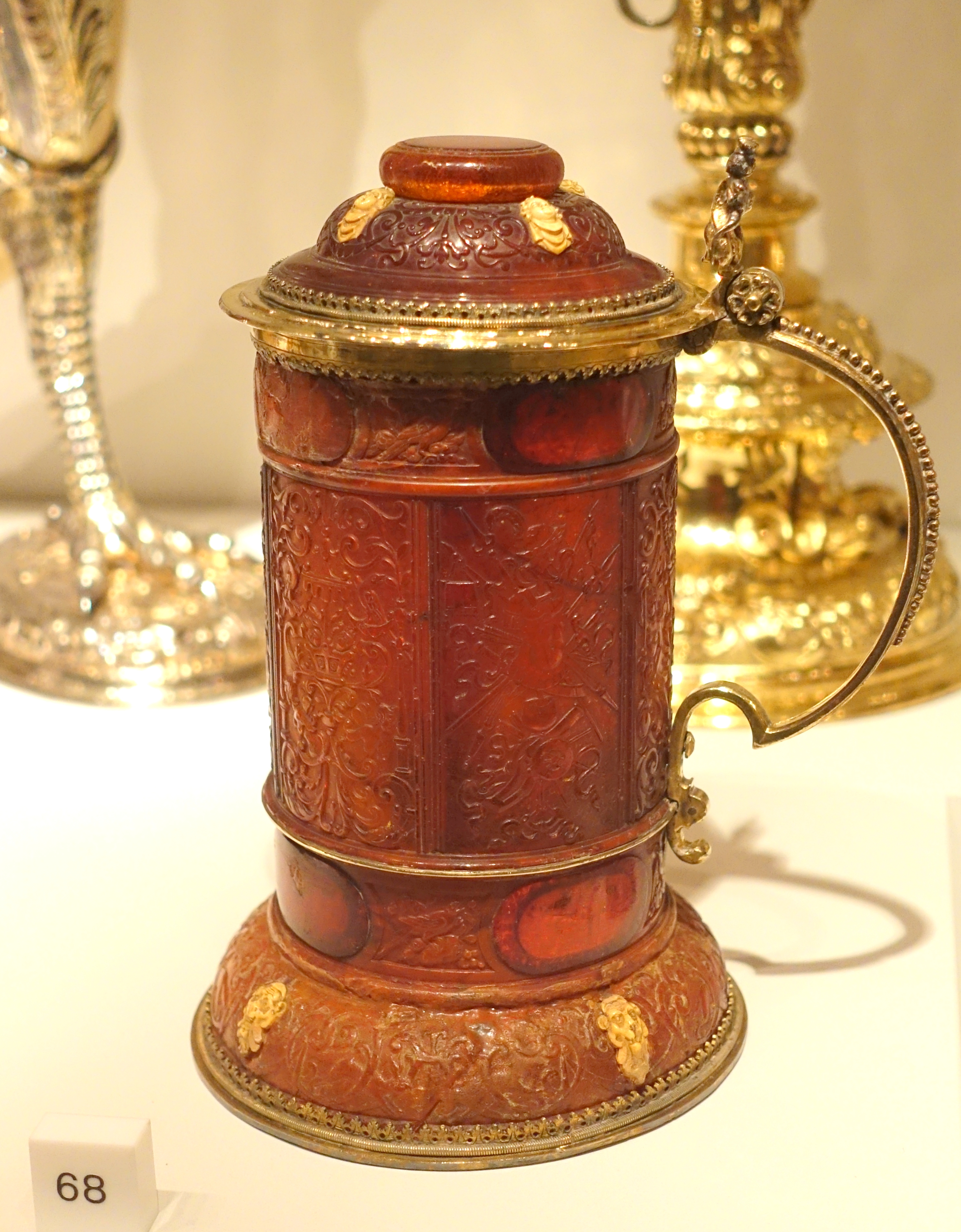
Kufel z bursztynu wykonany w 1628 przez Schreibera i złotnika Andreasa Meyera dla elektora brandenburskiego i księcia pruskiego Jerzego Wilhelma Hohenzollerna

Georg Schreiber (zm. 1643) – niemiecki bursztynnik aktywny w Królewcu w pierwszej połowie XVII w.
Znanych jest parę dzieł wykonanych z bursztynu posiadających sygnaturę Schreibera, w tym bogato rzeźbiony dzban w postaci konchy ślimaczej z bursztynu i pozłacanego srebra, powstały w okresie po 1619 r. i będący współcześnie eksponatem kolekcji skarbca królewskiego w Dreźnie – Grünes Gewölbe, a także szkatułka na lwich łapach z Prussia-Museum w Królewcu, zaginiona w czasie II wojny światowej oraz kufel bursztynowy ze Schlossmuseum Schwerin (ok. 1610).
Do wyrobów bursztynowych niesygnowanych, ale przypisywanych Schreiberowi należy szkatuła z kolekcji Muzeum Historii Sztuki w Wiedniu (ok. 1630 r.), trzykondygnacyjna szkatuła z ok. 1640 r. ze zbiorów skarbca Rezydencji w Monachium, kufel ze zbiorów Museo degli Argenti w Palazzo Pitti we Florencji, solniczka z pokrywką z kolekcji Zbrojowni kremlowskiej. Do sztuki sakralnej wiązanej z warsztatem Schreiberem należy bursztynowy ołtarz z krucyfiksem wykonany w 1619 r., a w XVII w. przechowywany w kaplicy w Palazzo Pitti.
W roku 1641 Schreiber doprowadził do powstania cechu bursztynników w Królewcu, będąc jego współzałożycielem wraz z Lorenzem Schnipperlingiem.